# Corynespora pruni
Corynespora pruni är en svampart som först beskrevs av Berk. & M.A. Curtis, och fick sitt nu gällande namn av M.B. Ellis 1960. Corynespora pruni ingår i släktet Corynespora och familjen Corynesporascaceae.   Inga underarter finns listade i Catalogue of Life.